# Amphineurus (Amphineurus) fergusoni
Amphineurus (Amphineurus) fergusoni is een tweevleugelige uit de familie steltmuggen (Limoniidae). De soort komt voor in het Australaziatisch gebied.